# إدموندو دوس سانتوس سيلفا
إدموندو دوس سانتوس سيلفا (بالبرتغالية: Edmundo dos Santos Silva‏) هو لاعب كرة قدم برازيلي، ولد في 11 أبريل 1948.